# Sher Mohammad Abbas Stanikzai
Sher Mohammad Abbas Stanikzai (Baraki Barak, provincia de Lawgar, 1963) es un político talibán afgano, actualmente jefe político del grupo. 

## Biografía
De etnia pastún, de la subtribu stanikzai, nació en 1963 en el distrito de Baraki Barak, provincia de Lawgar. Después de haber obtenido una maestría en ciencias políticas, estudió en la Academia Militar de la India en Dehradun y en la década de 1970 participó en la formación de oficiales del ejército afgano. Luchó en la guerra afgano-soviética, primero con el Movimiento Revolucionario Islámico y Nacional de Afganistán de Mohammad Nabi Mohammadi y posteriormente con la Unión Islámica para la Liberación de Afganistán de Abdul Rasul Sayyaf, como comandante de su frente suroeste.
Durante el gobierno de Afganistán de 1996-2001 de los talibanes, Stanakzai fue viceministro de Relaciones Exteriores con Wakil Ahmed Muttawakil como ministro y más tarde fue viceministro de Salud. Aunque, según informes, Muttawakil no confiaba en él, a menudo era entrevistado por medios de comunicación extranjeros dado su manejo del inglés.
En 1996, Stanikzai viajó a Washington, D. C. como ministro de Relaciones Exteriores en funciones para pedirle a la administración Clinton que extendiera el reconocimiento diplomático al Afganistán gobernado por los talibanes.
Stanikzai llegó a Catar en enero de 2012 para facilitar la apertura de la oficina política de los talibanes en ese país. El 6 de agosto de 2015 fue nombrado jefe interino de la oficina política en Catar, en sustitución de Tayyab Agha, que había dimitido. Después de su nombramiento, Stanikzai prometió lealtad a Akhtar Mansour declarando: "Yo y otros miembros de la Oficina Política del Emirato Islámico declaramos lealtad al honorable Mullah Akhtar Mansoor". Fue confirmado en su cargo como jefe de la oficina política en noviembre de 2015.
Del 18 al 22 de julio de 2016, viajó a China para conversar con funcionarios chinos. En febrero de 2017, a Stanikzai se le negó la entrada a los Emiratos Árabes Unidos.
Del 7 al 10 de agosto de 2018, Stanikzal encabezó una delegación de funcionarios talibanes a Uzbekistán. La delegación se reunió con el ministro de Relaciones Exteriores de Uzbekistán, Abdulaziz Kamilov, y con el representante especial de Uzbekistán en Afganistán, Ismatilla Irgashev. Del 12 al 15 de agosto, viajó a Indonesia para conversar con funcionarios, y se reunió con el primer vicepresidente de Indonesia, Muhammad Jusuf Kalla, el ministro de Relaciones Exteriores de Indonesia, Retno Marsudi, y Hamid Awaluddin, representante especial de Indonesia para Afganistán.